# سيدين تورلاك
سيدين تورلاك هو لاعب كرة قدم بوسني. يلعب كمدافع.

## المسيرة الاحترافية

### أندية لعب لها
- نادي ساراييفو
- نادي مس كرمان
- نادي أولمبيك سراييفو

## روابط خارجية
- سيدين تورلاك على موقع الاتحاد الأوربي (الإنجليزية)
- سيدين تورلاك على موقع قاعدة بيانات كرة القدم.إي يو (الإنجليزية)
- سيدين تورلاك على موقع ناشيونال فوتبول تيمز (الإنجليزية)
- سيدين تورلاك على موقع Soccerway.com (الإنجليزية)
- سيدين تورلاك على موقع عالم كرة القدم.نت (الإنجليزية)